# Рёэлл, Йоан
Йоан Рёэлл (нидерл. Joan Röell;  21 июля 1844, Харлем — 13 июля 1914, Гаага) — нидерландский политический и государственный деятель, премьер-министр Нидерландов (9 мая 1894—27 июля 1897), сенатор, юрист

## Биография
Голландский дворянин. Йонкер. С 1861 по 1866 год изучал право в университете Утрехта, некоторое время работал юристом.
С 1877 года — член второй палаты генеральных штатов Нидерландов, где примкнул к умеренным либералам. Участвовал в опекунском совете, существовавшем до совершеннолетия королевы Вильгельмины. 
В 1886 году стал членом Сената Генеральных штатов. В 1894 г. ему было поручено создать либеральное правительство, в котором он занял должность премьер-министра и министра иностранных дел; министерство это просуществовало до 1897 года. 
В парламенте в 1894 г. добился ратификации договора 1892 г. с Бельгией о границе между голландским муниципалитетом Барле-Нассау и бельгийским муниципалитетом Барле-Хертог.
В 1901 году вернулся в Палату представителей, председателем которой он стал в 1905 году. В 1909 году не был переизбран.
С 1912 по 1914 год был вице-президентом Государственного совета Нидерландов.